# Pansori
Se conoce como pansori (hangeul, 판소리) al estilo de arte dramático propio de Corea que consiste en narrar historias de forma cantada por parte de un cantante y acompañado por un percusionista. Dada su importancia, actualmente está considerado Patrimonio cultural inmaterial por la UNESCO.
Para la interpretación de los cantos del pansori es necesaria la intervención de un cantante (sorikkun), que pude ser una mujer o un hombre, y la intervención de un percusionista (gosu) que toca un tambor (buk).

## Historia
El pansori queda registrado por primera vez en 1754 en Manhwajib, obra escrita por Yu Jihan en forma de poema y con caracteres chinos (hanja). Según la Asociación Han-A Madrid Archivado el 29 de septiembre de 2020 en Wayback Machine., los orígenes del pansori estarían relacionados con el chamanismo coreano, muy popular antiguamente entre las clases populares. De esta manera:
La más aceptada [teoría del origen del pansori] a nivel general en la comunidad musical es la que dice que el pansori fue creado por grupos chang-u. Estos eran artistas de entretenimiento profesionales que representaban artes folclóricas. Según la tradición, estos artistas están relacionados con las chamanes de las tribus. Cuando terminaban sus rituales, sus maridos o hijos (los chang-u), interpretaban obras de entretenimiento utilizando cantos y formas melódicas. Las formas musicales del chang-u son muy similares a las que se pueden encontrar actualmente en el pansori. Por lo tanto, se concluyó que esta forma musical venía del chang-u. 
A pesar de registrarse por primera vez en 1754, se tienen indicios sobre una tradición similar al pansori en el siglo XVII. Antiguamente, lo cantantes de pansori iban de pueblo en pueblo narrando las historias de su repertorio. A pesar de tener un origen popular, la nobleza coreana (yangban) también acabó mostrando interés por el género musical. Por ejemplo, es famoso el ejemplo del noble Sin Jae-hyo (1812-1884), gran aficionado del pansori y que en cuya casa siempre había cantores de pansori, a los que les ofrecía comida, ropas y alojamiento gratis. Se dice que no hay un solo cantor de pansori de renombre que no haya pasado por esa casa.
El pansori alcanzó su máximo apogeo en el siglo XIX, pero durante el siglo XX estuvo a punto de desaparecer por la rápida modernización de Corea, de hecho, los “Cantos del Norte” (una de las diferentes formas que había de interpretar el pansori) acabaron desapareciendo. Desde que fue declarado en 1964 “Bien cultural inmaterial nacional”, la situación de este arte escénico se vio mejorada. De todos modos, los esfuerzos actuales por conservar y estudiar el pansori tuvieron el efecto de perder la espontaneidad original del género, ya que ahora se interpreta de una forma más escolástica.

## Características y forma de interpretación
Como ya se indicó, para la interpretación del pansori es necesaria la intervención de un cantante (sorikkun) y de un percusionista (gosu). El trabajo de un cantante pansori es realmente exigente, ya que las representaciones duran de tres a nueve horas y requieren años de preparación. Muchos cantantes llegan a crear su propio estilo. Los cantantes a veces entrenan la voz en cascadas. Los cantantes se suelen acompañar de un abanico para dotar de mayor expresividad a sus movimientos.

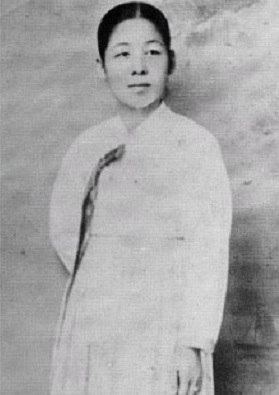
Imagen de la cantante de pansori Jin Chae-seon

A pesar de ser el cantante el que se lleva el protagonismo, el percusionista no es menos importante, ya que acompaña con su ritmo al cantante durante toda la representación y de vez en cuando realiza exclamaciones para animar al cantante y al público, conocidas como chimsae (originalmente, la participación del público era muy importante en las representaciones, ya que también realiza exclamaciones de apoyo, sorpresa, etc.). El rol del tamborista es tan importante que hay un dicho que reza: “Primero el gosu y luego el cantor”.
El término pansori viene de pan (lugar con mucha gente) y sori (sonido). Se puede decir que el pansori cuenta con tres elementos: sori (canción), aniri (narración) y ballim (gestos mímicos).

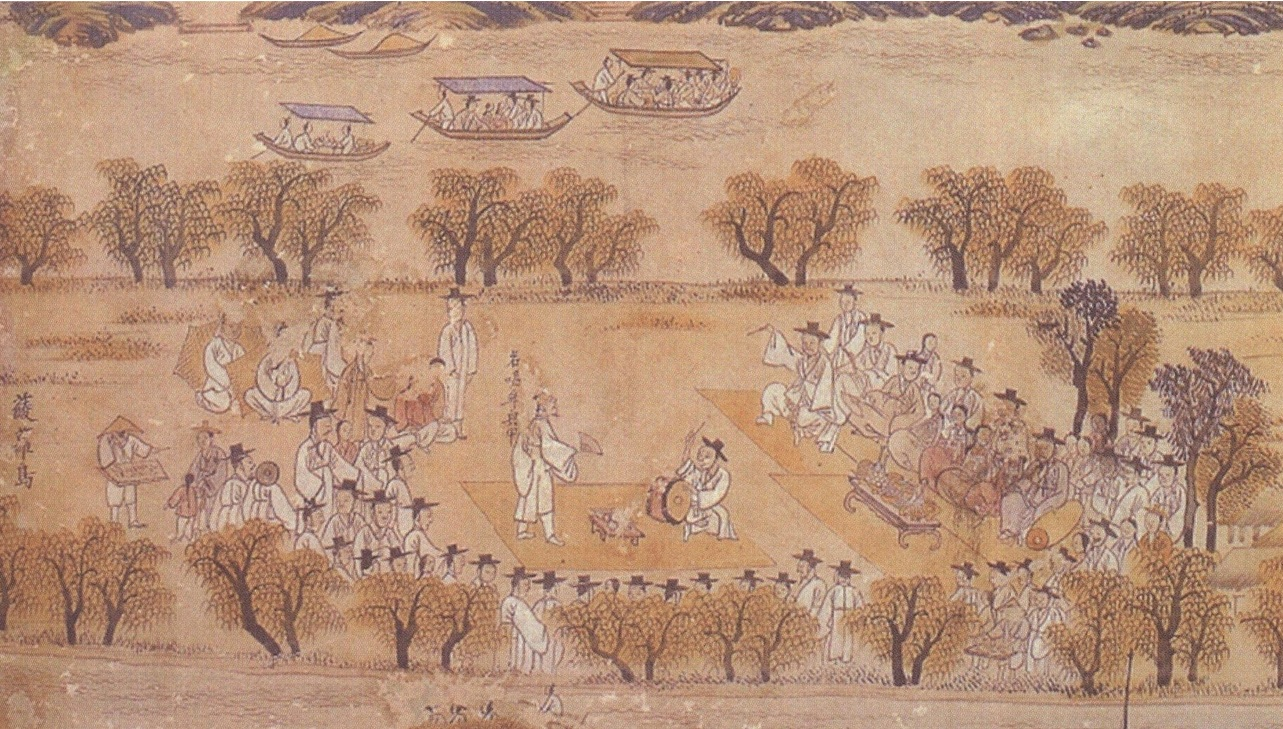
Pintura del que se encuentra en el Museo Nacional de Seúl que muestra una representación de pansori

En cuanto a la forma de interpretar el pansori, tras la desaparición de los Cantos del Norte, hoy en día existen dos formas de interpretación: los Cantos del Este (Dongpyoje) y los Cantos del Oeste (Seopyonje). Según el Centro Cultural Coreano en España, “los Cantos del Este se caracterizan porque son cantados con una voz más grave, y de una forma que podríamos definir como «fuerte». Por el contrario, los Cantos del Oeste tienen notas más suaves y largas, entonados por una voz más aguda.” Además, hoy en día existen versiones que se adaptaron al teatro en las que aparecen varios artistas que interpretan a los diferentes personajes de la historia.

## Temática
Dado el origen popular del pansori, su temática se centra en historias en las que los protagonistas provienen de un origen humilde. Estos sufren diversas injusticias, pero es su determinación la que les permite superar sus desafíos. Dada la enorme importancia del confucianismo en la sociedad coreana durante la Dinastía Joseon (1392-1910), en las historias de estos cantos se abordan aspectos del pensamiento confuciano, como la piedad filial.
A partir del siglo XIX, las clases altas empezaron a mostrar un gran interés por el pansori y como consecuencia, el género sufrió un proceso de refinamiento para adaptarse al gusto de los yangban.
Respecto a las historias del pansori, se tiene constancia de hasta doce, pero solo se conservan cinco. Estas historias son las siguientes:
1. Historia de Chun-hiang (춘향)
2. Historia de Sim-chong (심청)
3. Historia de Hung-bu (흥부)
4. Historia del conejo
5. Historia del acantilado rojo

De las cinco historias, la historia de Chun-hiang y la de Sim-chong son las más conocidas. Según el Centro Cultural Coreano en España, su argumento se puede resumir de la siguiente manera:
La Historia de Chu-hiang nos cuenta la vida de una muchacha plebeya que se enamora de un joven noble, aunque es correspondida se enfrenta a lastrabas que les impone el pertenecer a una clase social distinta. Incluso ahora Chu-hiang se pone como ejemplo de amor inquebrantable y fidelidad.

En la Historia de Sim-chong lo más importante es la piedad filial de una hija dispuesta a morir para que así su padre ciego pueda recuperar la vista. Es el ideal a seguir por los hijos que harían cualquier cosa por sus padres.